# Estación de San Sebastián
San Sebastián (San Sebastián-Donostia según la denominación de Adif), también conocida como Estación del Norte o Estación de Atocha, es la principal estación de ferrocarril de la ciudad española de San Sebastián. Fue inaugurada en 1864 en su conjuntó histórico y desde 2020 la estación está inmersa en un profundo proceso de reforma. A escasos metros de la estación se encuentra también la estación de autobuses.
Dispone de servicios de Larga y Media Distancia operados por Renfe que abarcan tanto destinos nacionales como internacionales. Además forma parte de la única línea existente de la red de Cercanías San Sebastián. En el año 2010 fue utilizada por algo menos de 315 000 pasajeros (sin contar tráfico de cercanías).

## Situación ferroviaria
La estación se encuentra en el punto kilométrico 622,564 de la línea férrea de ancho ibérico que une Madrid con Hendaya a 4,60 metros de altitud.

## Historia

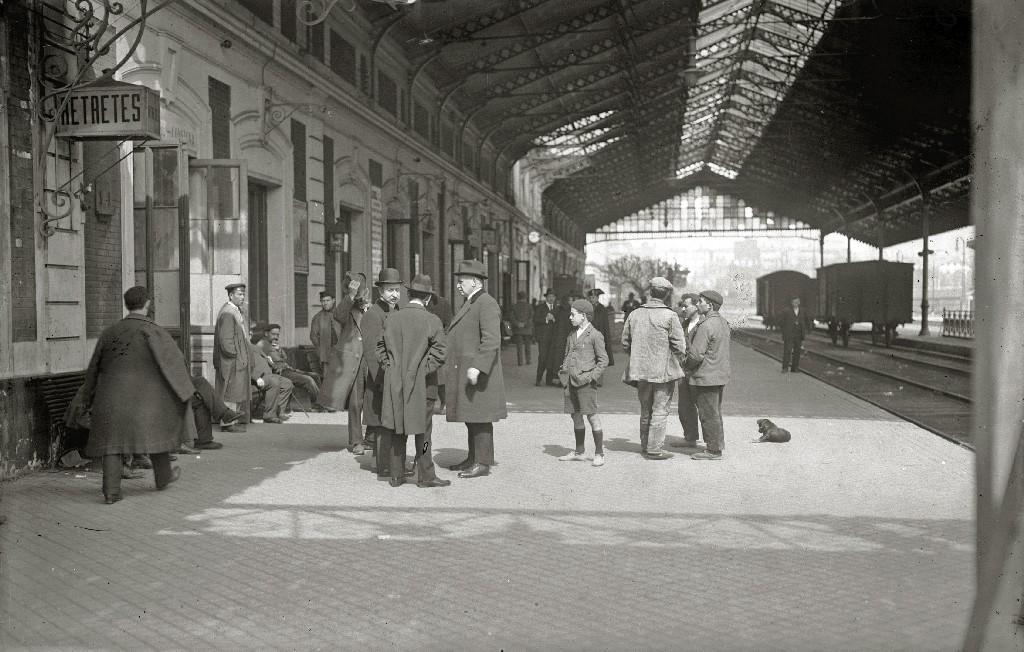
Andén de la estación del Norte en 1920

La estación del Ferrocarril del Norte, obra realizada por el ingeniero C. A. Letourneur, se inauguró el 15 de agosto de 1864. Entre los hechos más destacables en los primeros pasos de la estación cabe señalar que fue desde la Estación del Norte de San Sebastián desde donde la reina Isabel II huyó al exilio francés en 1868, tras la Revolución de La Gloriosa.
En 1881 se produjo la primera reforma a cargo del también francés Biarez, con la ampliación de los laterales, creación de dos nuevos pabellones y la instalación de la marquesina metálica que cubre las vías. Esta marquesina fue realizada en los talleres de Gustave Eiffel, aunque probablemente no fuera el propio ingeniero francés el encargado de su diseño y construcción.
En 1905 se efectuaron nuevas obras: la pasarela sobreelevada que con sus cinco arcos y un magnífico reloj pondría en comunicación el puente nuevo de María Cristina con la plaza de toros de Atocha.
Anteriormente, el 22 de junio de 1858 se habían iniciado las obras para la construcción del Ferrocarril del Norte. Aquella mañana los talleres se habían cerrado y había habido repique de campanas. La corporación donostiarra había asistido al acto, siendo precedidos por la música de aficionados, tamboril, clarineros y maceros de la ciudad. Llegaron al glacis, explanada en cuesta que bajaba al río, se embarcaron en las gabarras y cruzaron el río Urumea. El puente de Santa Catalina estaba engalanado con diversas banderas y los habitantes de la ciudad y de sus pueblos cercanos, unos embarcados, otros por las orillas y los demás bajando por las colinas inmediatas, venían a completar el cuadro más vistoso, que los ecos de la música los hacían más interesante.
En el acto hubo discursos y bendiciones, y la música de aficionados con un coro de trescientos jóvenes entonaron el himno preparado para el momento.
El regreso de las gabarras fue de gran animación y siguió el día con diversos actos oficiales. Desde las siete de la tarde el público acudía a la Plaza de la Constitución, encendiéndose la iluminación. En el centro de la plaza había un tablado iluminado con vasitos en forma de pabellones con banderolas. La música de aficionados, alternando con el tamboril, entonó repetidas veces el himno compuesto para tal ocasión y hubo baile y alegría. La fiesta terminó a las doce de la noche de ese 22 de junio de 1858, con el toro de fuego.
En 1941, con la nacionalización del ferrocarril en España, Norte desapareció y pasó a formar parte de RENFE. Esta compañía gestionó el recinto hasta la creación de Adif a finales de 2004.
En 2016 se inauguró a su lado la nueva estación de autobuses, que sustituía a la ya vieja estación provisional de Pío XII.

### Reforma de los 2020
Con motivo de las obras de la línea de alta velocidad Vitoria-Bilbao-San Sebastián-Frontera francesa (Y Vasca) la estación tuvo que experimentar una profunda reforma, que incluía la demolición total del edificio histórico de la estación. Las obras corren a cargo de la empresa pública vasca Euskal Trenbide Sarea - Red Ferroviaria Vasca, por encargo de la empresa pública estatal Adif, propietaria en última instancia del recinto ferroviario.
En diciembre de 2017 ETS sacó a licitación la redacción del proyecto constructivo. En mayo de 2018 se adjudicó dicho proyecto constructivo, que definió como será finalmente el recinto, al consorcio integrado por Eptisa Cinsa Ingeniería y Jon Montero, arquitecto responsable de la remodelación del edificio de Tabakalera.
Las obras salieron a licitación por 97 millones de euros y en febrero de 2020 se adjudicaron por 80 millones a la UTE formada por las constructoras Moyua, Comsa y Cycasa.Las obras comenzaron en ese año, con un retraso inicial provocado por los efectos de la pandemia de Covid-19.
Para facilitar la actuación en noviembre de 2022 se inauguró una estación provisional a escasos metros de la histórica, que se encargó de absorber el tráfico ferroviario.
En marzo de 2023 se desmotó la marquesina histórica para proceder a su restauración y al mes siguiente, en abril, se demolió todo el edificio restante.El objetivo es reproducir la antigua fachada de la estación en su ubicación original, aunque añadiendo dos plantas más y una nueva distribución interna de espacios.Adicionalmente, la playa de vías de parte de la estación estará cubierta con una losa que permitirá crear una plaza pública en ella, con integración al complejo cultural de Tabakalera.La estación provisional, cuando concluyan las obras, se integrará como parte de la nueva estación.
En agosto de 2024 la marquesina histórica se volvió a instalar y se prevé el fin de las obras sobre 2026, siendo la primera de las ciudades vascas en contar con una estación de alta velocidad.

## Servicios ferroviarios

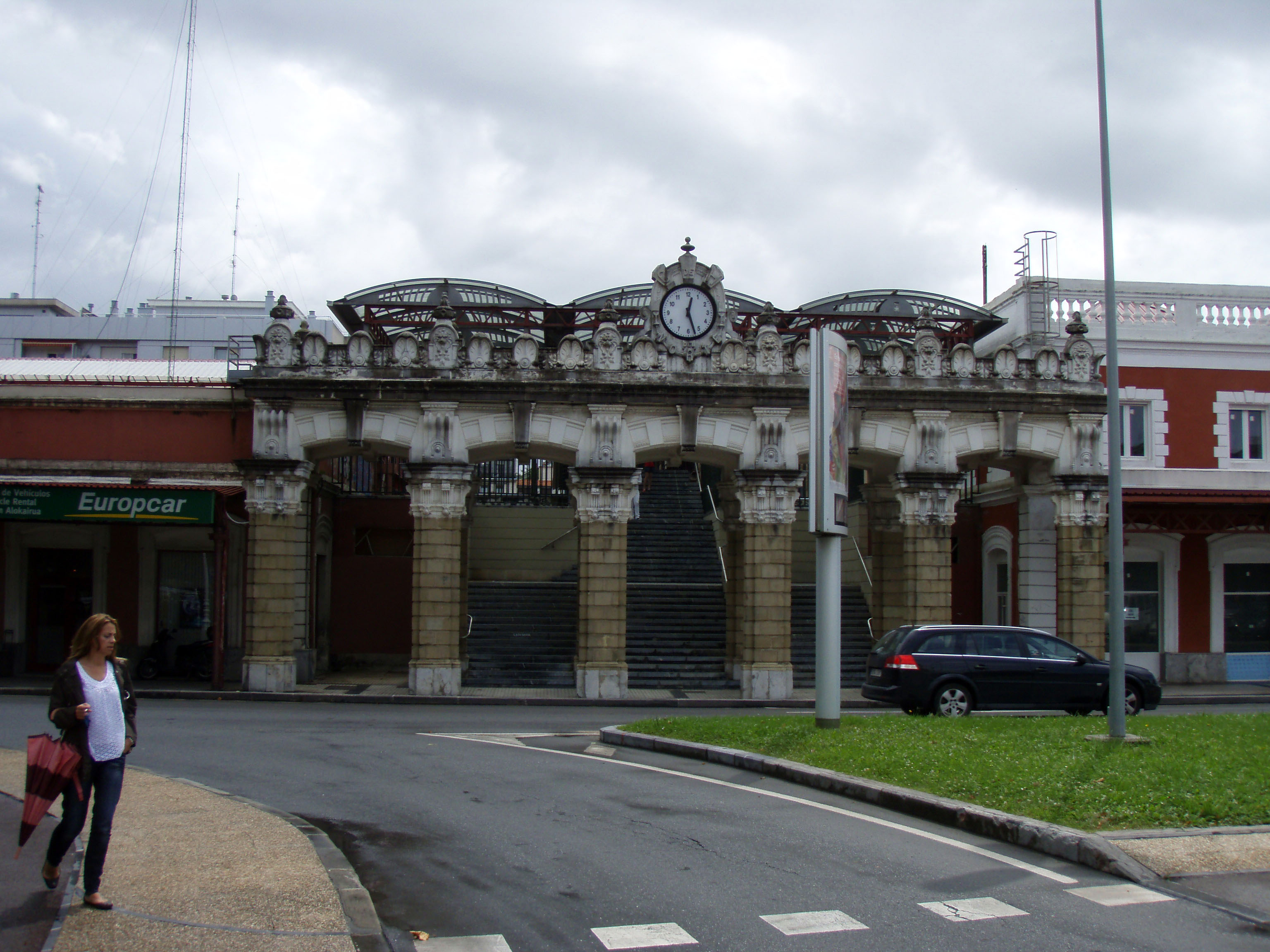
La fachada principal.

La Estación del Norte es la estación central de Renfe de la ciudad de San Sebastián, desde 2004 perteneciente al Adif como gestor de infraestructuras, y en ella presta sus servicios Renfe Operadora. Por ella circulan tanto trenes de larga distancia, como de media distancia y cercanías.

### Larga distancia
El tráfico de grandes líneas permite enlaces tanto radiales con Madrid-Chamartín como transversales con Barcelona-Sants usando trenes Alvia, que alcanzan en los tramos de alta velocidad Madrid-Valladolid-Burgos y Zaragoza-Barcelona velocidades máximas de 250 km/h. Galicia y Salamanca es también enlazada gracias a un tren Intercity lanzadera con transbordo en Vitoria al Alvia Barcelona-Galicia/Salamanca.

### Media Distancia
En esta estación paran trenes de media distancia que unen Irún con Miranda de Ebro vía San Sebastián y Vitoria a razón de tres relaciones diarias en ambos sentidos. Además, trenes Intercity y MD permiten conexiones con Madrid. 

### Cercanías
Es una de las estaciones del núcleo de Cercanías San Sebastián, por la que pasa la única línea de este núcleo. La estación está situada en la zona tarifaria 1 del núcleo y los trenes que por ella circulan conectan con los municipios costeros situados al este de San Sebastián o los situados en los valles de los ríos Urola y Oria.